# أنيتا ولدريزتش
أنيتا ولدريزتش ولدت في (8 أغسطس 1985) هي البطلة البولندية في رمي المطرقة و حاملة الرقم القياسي العالمي السابق بتحقيق 78.30 متر ضمن منافسات بطولة العالم لألعاب القوى 2009. فازت على الميدالية البرونزية في بطولة أوروبا لألعاب القوى 2010، وحققت الميدالية الذهبية في الألعاب الأولمبية الصيفية 2016 في ريو دي جانيرو.
تنافست في دورة الألعاب الأولمبية الصيفية 2024. في حدث رمي مطرقة للسيدات على ستاد دو فرانس وحلت في المركز الثاني عشر في الترتيب النهائي في مرحلة التصفيات، لتتأهل إلى المرحلة النهائية وانهت المسابقة في المركز الرابع.

## وصلات خارجية
- أنيتا ولدريزتش على موقع الاتحاد الدولي لألعاب القوى (الإنجليزية)
- أنيتا ولدريزتش على موقع الاتحاد الأوروبي لألعاب القوى (الإنجليزية)
- أنيتا ولدريزتش على موقع الرابطة البولندية لألعاب القوى (البولندية)
- أنيتا ولدريزتش على موقع الدوري الماسي (الإنجليزية)
- أنيتا ولدريزتش على موقع اللجنة الأولمبية الدولية (الإنجليزية)
- أنيتا ولدريزتش على موقع أوليمبيديا (الإنجليزية)
- أنيتا ولدريزتش على موقع اللجنة الأولمبية البولندية (مؤرشف) (البولندية)